# Polyscias cussonioides
Polyscias cussonioides là một loài thực vật có hoa trong Họ Cuồng cuồng. Loài này được (Drake) Bernardi miêu tả khoa học đầu tiên năm 1971.